# Jugów

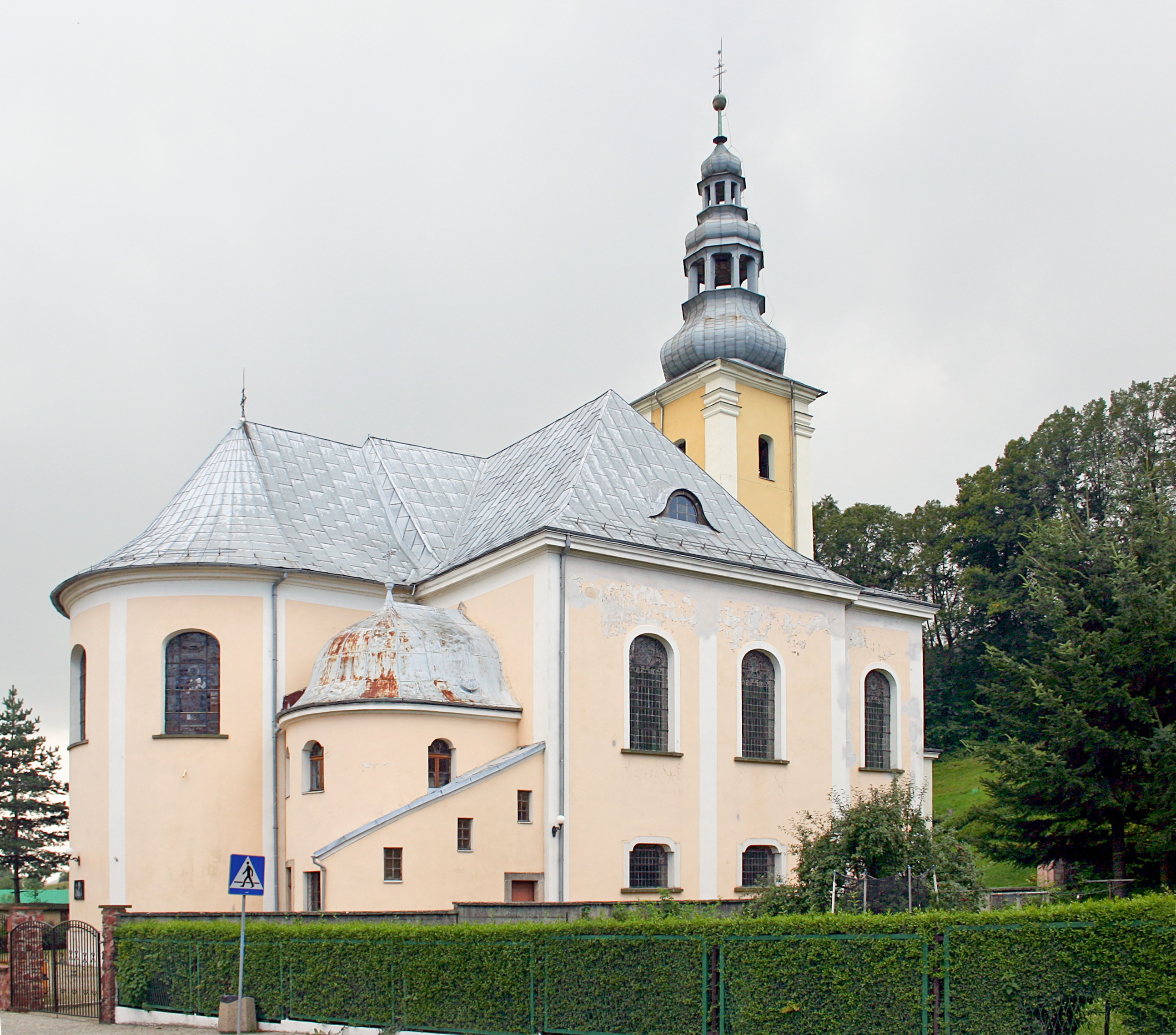
Pfarrkirche St. Katharina in Jugów

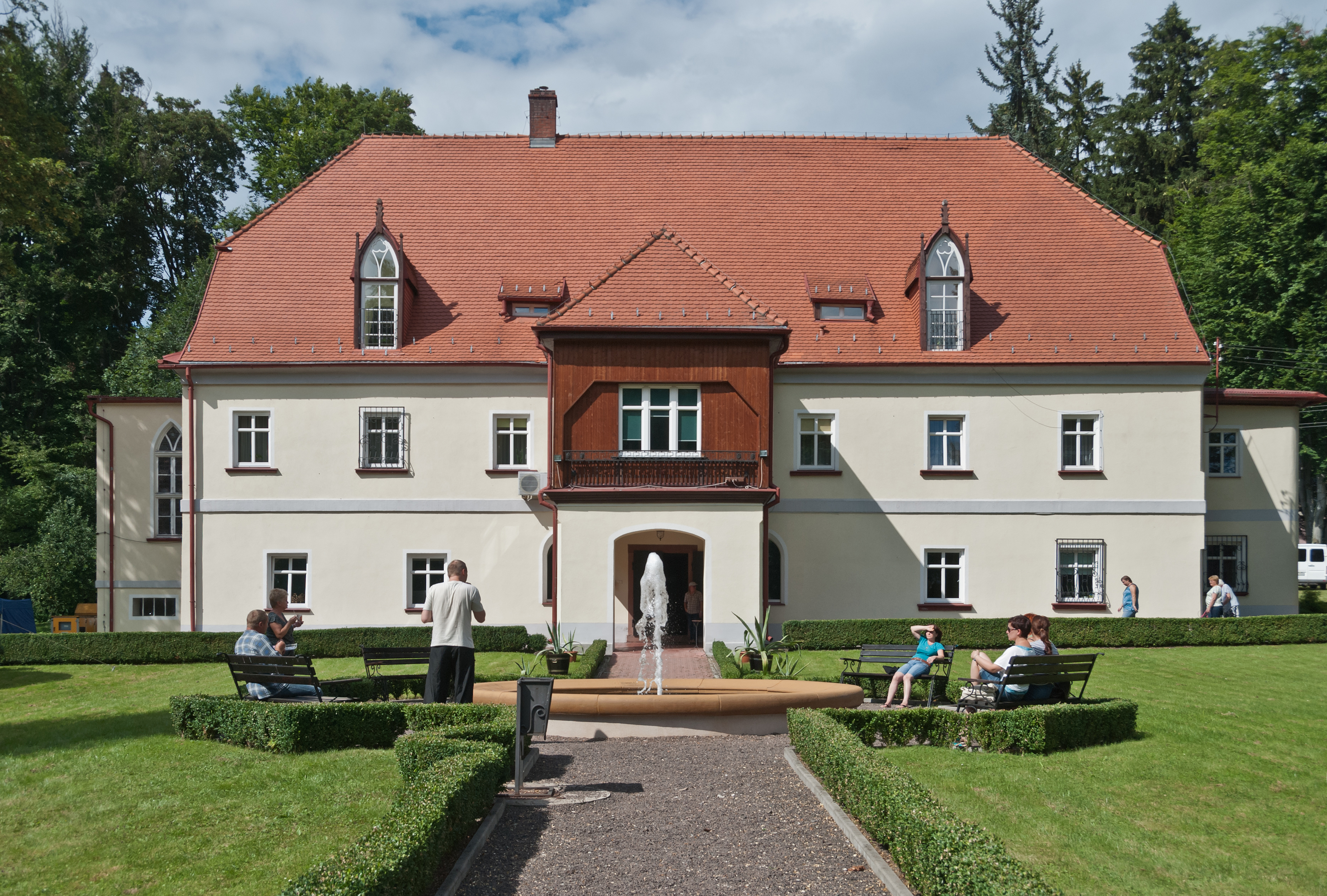
Schloss und Park

Jugów (deutsch: Hausdorf) ist ein Ort in der Landgemeinde Nowa Ruda im Powiat Kłodzki der Woiwodschaft Niederschlesien in Polen. Es liegt sechs Kilometer nördlich von Nowa Ruda (Neurode).

## Geographie
Jugów liegt am westlichen Fuß des Eulengebirges (polnisch Góry Sowie). Nordöstlich liegt auf dem Gebirgskamm der 964 m hohe Sonnenstein (Kalenica) mit dem Hindenburgturm. Nachbarorte sind Przygórze (Köpprich) und Wolibórz (Volpersdorf) im Südosten, Nowa Ruda und Drogosław (Kunzendorf b. Neurode) im Südwesten, Ludwikowice Kłodzkie (Ludwigsdorf) im Westen sowie Miłków (Mölke) und Sokolec (Falkenberg) im Nordwesten. Oberhalb des Ortes liegt der Pass „Przelęcz Jugowska“ (Hausdorfer Plänel).

## Geschichte
Hausdorf wurde als ein Waldhufendorf angelegt und erstmals 1352 als „Hugisdorf“ erwähnt. Damals verkaufte es der Grundherr Hannus (Hanns/Hanß) Wustehube dem Hensel von Donin. Es gehörte zum Neuroder Distrikt im Glatzer Land, mit dem es die Geschichte seiner politischen und kirchlichen Zugehörigkeit von Anfang an teilte. 1360 bestätigte der böhmische Landesherr Karl IV. das Hausdorfer Lehen dem Jaroslav von Donin. Nach dem Tod des Friedrich von Donin fiel Hausdorf zusammen mit der Herrschaft Neurode als erledigtes Lehen durch Heimfall an den böhmischen Landesherrn Georg von Podiebrad. Dieser schenkte die Besitzungen aus Dankbarkeit für geleistete Dienste dem Georg Stillfried-Rattonitz mit der Bedingung, eine der Schwestern des verstorbenen Friedrich von Donyn zu ehelichen. 1472 bestätigte Herzog Heinrich d. Ä. von Münsterberg als Graf von Glatz die Schenkung.
Bereits im 15. Jahrhundert wurde in Hausdorf eine Glashütte betrieben. 1583 gründete Johann Friedrich (I.), der  seit 1575 eine Glashütte in Schreiberhau besaß, eine weitere in Hausdorf. Für den Betrieb der Glashütte verlieh ihm der Grundherr Georg von Stillfried umfangreiche Privilegien, die denen eines Glatzer Freirichters entsprachen. Nach dem Tod Johann Friedrichs, der großen wirtschaftlichen Erfolg verzeichnen konnte, erbte die Glashütte sein gleichnamiger Sohn Johann Friedrich (II.), der 1614 eine weitere Glashütte in Friedrichswald am Oberlauf der Wilden Adler im Adlergebirge gründete. Vermutlich weil die Ausbeute der Hausdorfer Wälder unbefriedigend war, endete die Glasherstellung in der Hausdorfer Hütte in den 1620er Jahren. Das zugehörige Gut mit einer Mühle und einer Säge sowie einer Brauerei blieb weiterhin im Besitz des Johann Friedrich II. Nach dessen Tod (vor 1641) verkauften seine Erben das Hausdorfer Gut dem Dietrich von Haugwitz, dem Hausdorf um diese Zeit gehörte.
Nach dem Ersten Schlesischen Krieg 1742 und endgültig mit dem Hubertusburger Frieden 1763 fiel Hausdorf zusammen mit der Grafschaft Glatz an Preußen. Nach der Neugliederung Preußens gehörte Hausdorf ab 1815 zur Provinz Schlesien, die in Landkreise aufgeteilt wurde. 1816–1853 war der Landkreis Glatz, 1854–1932 der Landkreis Neurode zuständig. Nach dessen Auflösung 1933 gehörte Hausdorf bis 1945 wiederum zum Landkreis Glatz.
Von wirtschaftlicher Bedeutung war neben dem Steinkohlenbergbau, dem Handwerk und der Landwirtschaft die Hausweberei. Wegen der schlechten Arbeitsbedingungen der Weber kam es 1844 in Hausdorf zu den ersten Weberunruhen.
Bereits 1822 übernahmen die Grafen von Pfeil und Klein Ellguth das Gut. 1900 gehörten zum Besitz die Herrschaft Ober- und Nieder-Hausdorf, zusammen 905 ha. Um 1911 lebte der Eigentümer, das Mitglied des Preußischen Herrenhauses mit Sitz in Berlin, Landrat a. Eberhard Graf von Pfeil-Hausdorf, im Ort. Er war auch Direktor der Münsterberg-Glatzer Fürstentumlandschaft und Mitglied der evangelischen Brüdergemeinde. Seine Ehefrau Marie von Wilamowitz-Möllendorf war Damen des kgl. preuß. Luisen-Ordens.
Durch seine Lage am Eulengebirge entwickelte sich Hausdorf seit Anfang des 20. Jahrhunderts zu einem beliebten Erholungs- und Wintersportort. Ende der 1930er Jahre verfügte es über 120 Fremdenbetten und zahlreiche Gasthäuser. Bei einem Kohlensäureausbruch im Schacht Kurt der Wenceslaus-Grube in Mölke fanden am 9. Juli 1930 151 Bergleute den Tod. 1931 wurde der Schacht stillgelegt. 1939 wurden 4364 Einwohner gezählt.
Als Folge des Zweiten Weltkriegs fiel Hausdorf 1945 wie fast ganz Schlesien an Polen und wurde zunächst in Domowice und kurze Zeit später in Jugów umbenannt. Die deutsche Bevölkerung wurde, sofern sie vorher nicht geflohen war, weitgehend 1945/46 vertrieben. Die neu angesiedelten Bewohner waren zum Teil Vertriebene aus Ostpolen, das an die Sowjetunion gefallen war. 1975–1998 gehörte Jugów zur Woiwodschaft Wałbrzych (Waldenburg). Nachdem in den 1980er Jahren der Bergbau und auch die Textilbetriebe geschlossen wurden, verließen zahlreiche junge Menschen Jugów. Dadurch nahm die Bevölkerungszahl deutlich ab.

## Sehenswürdigkeiten
- Die 1374 erwähnte Pfarrkirche St. Katharina (Kośćiół Św. Katarzyny) wurde 1718–1722 im Stil des Barock an der Stelle einer Kapelle von 1651 errichtet. Da sie infolge des Kohlenabbaus einsturzgefährdet war, wurde sie 1909–1910 baulich gesichert und gleichzeitig erweitert. Der Hauptaltar von 1780 wird Michael Klahr d. J. zugeschrieben. Die Steinmetzausstattung ist von etwa 1780.
- Die Schlossanlage (ul. Główna 149) Mitte 19. Jahrhundert, bestehend aus Schloss und Park.
- Zum Gedenken an das Grubenunglück von 1930 schuf der Neuroder Bildhauer August Wittig das Hausdorfer Bergmannskreuz. Es steht am Eingang zum Friedhof.
- Altes Pfarrhaus, oberhalb der Kirche auf der rechten Straßenseite.
- Bergwerksschacht der Wenceslaus-Grube im Zentrum des Dorfes, Überbleibsel eines ehemaligen Steinkohlebergwerks mit charakteristischen Industriegebäuden aus dem Ende des 19. Jahrhunderts. Weitere Postbergbauanlagen, Halden und Stollen sind rund um das Dorf und die angrenzenden Weiler zu finden.

## Persönlichkeiten
- Fedor Schneider (1879–1932), Historiker und Hochschullehrer